# Tuffi alla XXIX Universiade - Piattaforma 10 metri maschile
Il concorso dei tuffi dalla piattaforma 10 metri maschile dell'Universiade di Taipei 2017 si è svolto il 25 e 26 agosto 2017 all'University of Taipei (Tianmu) Shin-hsin Hall B1 Diving Pool.

## Risultati

### Preliminare
| Class. | Tuffatore                 | Nazione        | Tuffi | Tuffi | Tuffi | Tuffi | Tuffi | Tuffi | Totale |
| Class. | Tuffatore                 | Nazione        | 1     | 2     | 3     | 4     | 5     | 6     | Totale |
| ------ | ------------------------- | -------------- | ----- | ----- | ----- | ----- | ----- | ----- | ------ |
| 1      | Woo Ha-ram                | Corea del Sud  | 66.60 | 81.60 | 81.60 | 63.00 | 82.25 | 77.70 | 452.75 |
| 2      | Maksym Dolgov             | Ucraina        | 72.00 | 75.90 | 90.65 | 74.25 | 71.40 | 59.40 | 443.60 |
| 3      | Oleksandr Bondar          | Russia         | 67.20 | 72.15 | 70.00 | 79.20 | 81.00 | 68.00 | 437.55 |
| 4      | David Dinsmore            | Stati Uniti    | 68.80 | 52.50 | 84.60 | 61.05 | 79.90 | 79.20 | 426.05 |
| 5      | Kim Yeong-nam             | Corea del Sud  | 73.60 | 66.30 | 77.40 | 60.45 | 66.60 | 77.40 | 421.75 |
| 6      | Jose Diego Balleza Isaias | Messico        | 68.80 | 67.20 | 54.40 | 66.60 | 79.20 | 78.40 | 414.60 |
| 7      | Nikita Shleikher          | Russia         | 73.60 | 55.50 | 64.80 | 76.50 | 72.60 | 70.20 | 413.20 |
| 8      | Vladimir Harutyunyan      | Armenia        | 73.60 | 52.20 | 51.00 | 79.90 | 68.80 | 82.80 | 408.30 |
| 9      | Tyler Robert Henschel     | Canada         | 78.40 | 72.00 | 61.20 | 61.05 | 44.55 | 76.80 | 394.00 |
| 10     | Rim Kum-song              | Corea del Nord | 65.60 | 63.00 | 54.40 | 68.40 | 63.00 | 75.20 | 389.60 |
| 11     | Roman Izmailov            | Russia         | 67.20 | 59.20 | 72.00 | 75.60 | 44.20 | 64.80 | 383.00 |
| 12     | Christopher Joseph Law    | Stati Uniti    | 63.00 | 70.95 | 60.80 | 64.80 | 68.80 | 53.20 | 381.55 |
| 13     | Dashiell Riley Enos       | Stati Uniti    | 65.60 | 58.50 | 54.00 | 51.15 | 63.80 | 70.40 | 363.45 |
| 14     | Ri Hyon-ju                | Corea del Nord | 81.60 | 64.75 | 49.30 | 33.25 | 75.60 | 50.40 | 354.90 |
| 15     | Diego Garcia De La Fuente | Messico        | 68.80 | 69.30 | 51.20 | 51.00 | 45.60 | 64.75 | 350.65 |
| 16     | Kazuki Murakami           | Giappone       | 67.20 | 65.60 | 45.00 | 64.50 | 40.80 | 67.20 | 350.30 |
| 17     | Alexander Jan W Lube      | Germania       | 65.60 | 46.40 | 49.50 | 62.40 | 54.60 | 51.00 | 329.50 |
| 18     | Jackson Rondinelli        | Brasile        | 17.05 | 30.00 | 46.40 | 54.45 | 56.00 | 67.20 | 271.10 |
| 19     | Nicholas Malcol Jeffree   | Australia      | 67.50 | 64.00 | 49.50 | 25.50 | 21.60 | 38.40 | 266.50 |

### Semifinale
| Class. | Tuffatore                 | Nazione        | Tuffi | Tuffi | Tuffi | Tuffi | Tuffi | Tuffi | Totale |
| Class. | Tuffatore                 | Nazione        | 1     | 2     | 3     | 4     | 5     | 6     | Totale |
| ------ | ------------------------- | -------------- | ----- | ----- | ----- | ----- | ----- | ----- | ------ |
| 1      | David Dinsmore            | Stati Uniti    | 76.80 | 72.00 | 75.60 | 80.85 | 79.90 | 86.40 | 471.55 |
| 2      | Kim Yeong-nam             | Corea del Sud  | 65.60 | 90.10 | 75.60 | 69.75 | 81.40 | 81.00 | 463.45 |
| 3      | Maksym Dolgov             | Ucraina        | 76.80 | 74.25 | 90.65 | 80.65 | 56.10 | 75.60 | 454.25 |
| 4      | Ri Hyon-ju                | Corea del Nord | 80.00 | 94.35 | 35.70 | 73.50 | 86.40 | 82.80 | 452.75 |
| 5      | Nikita Shleikher          | Russia         | 72.00 | 74.00 | 86.40 | 69.70 | 79.20 | 70.20 | 451.50 |
| 6      | Kazuki Murakami           | Giappone       | 57.60 | 73.60 | 70.20 | 76.50 | 78.20 | 73.60 | 429.70 |
| 7      | Jose Diego Balleza Isaias | Messico        | 75.20 | 81.60 | 85.00 | 66.60 | 39.60 | 73.60 | 421.60 |
| 8      | Tyler Robert Henschel     | Canada         | 67.20 | 72.00 | 73.10 | 81.40 | 42.90 | 72.00 | 408.60 |
| 9      | Woo Ha-ram                | Corea del Sud  | 66.60 | 43.20 | 71.40 | 84.60 | 47.25 | 94.35 | 407.40 |
| 10     | Oleksandr Bondar          | Russia         | 83.20 | 49.95 | 75.25 | 43.20 | 84.60 | 64.60 | 400.80 |
| 11     | Christopher Joseph Law    | Stati Uniti    | 49.50 | 69.30 | 73.60 | 81.00 | 68.80 | 46.20 | 388.40 |
| 12     | Jackson Rondinelli        | Brasile        | 65.10 | 67.50 | 73.60 | 21.45 | 64.00 | 76.80 | 368.45 |
| 13     | Rim Kum-song              | Corea del Nord | 78.40 | 51.00 | 49.30 | 59.40 | 61.25 | 64.00 | 363.35 |
| 14     | Alexander Jan W Lube      | Germania       | 62.40 | 49.60 | 58.50 | 65.60 | 65.80 | 58.50 | 360.40 |
| 15     | Diego Garcia De La Fuente | Messico        | 70.40 | 44.55 | 46.40 | 34.00 | 70.30 | 79.55 | 345.20 |
| 16     | Vladimir Harutyunyan      | Armenia        | 60.80 | 27.00 | 72.00 | 27.20 | 72.00 | 75.60 | 342.60 |
| 17     | Nicholas Malcol Jeffree   | Australia      | 67.50 | 60.80 | 29.70 | 52.70 | 50.40 | 49.60 | 310.70 |

### Finale
| Class.  | Tuffatore                 | Nazione        | Tuffi | Tuffi | Tuffi | Tuffi | Tuffi | Tuffi | Totale |
| Class.  | Tuffatore                 | Nazione        | 1     | 2     | 3     | 4     | 5     | 6     | Totale |
| ------- | ------------------------- | -------------- | ----- | ----- | ----- | ----- | ----- | ----- | ------ |
| Oro     | Ri Hyon-ju                | Corea del Nord | 67.20 | 86.95 | 79.90 | 71.75 | 91.80 | 93.60 | 491.20 |
| Argento | David Dinsmore            | Stati Uniti    | 86.40 | 60.00 | 79.20 | 82.50 | 76.50 | 91.80 | 476.40 |
| Bronzo  | Kim Yeong-nam             | Corea del Sud  | 64.00 | 74.80 | 91.80 | 68.20 | 93.25 | 91.80 | 473.85 |
| 4       | Oleksandr Bondar          | Russia         | 84.80 | 72.15 | 71.75 | 64.80 | 86.40 | 91.80 | 471.70 |
| 5       | Woo Ha-ram                | Corea del Sud  | 75.60 | 76.80 | 69.70 | 91.80 | 50.75 | 96.20 | 460.85 |
| 6       | Jose Diego Balleza Isaias | Messico        | 72.00 | 81.60 | 73.10 | 79.20 | 81.00 | 61.05 | 447.95 |
| 7       | Nikita Shleikher          | Russia         | 67.20 | 48.10 | 86.40 | 85.00 | 74.25 | 73.80 | 434.75 |
| 8       | Kazuki Murakami           | Giappone       | 81.60 | 68.80 | 41.40 | 69.00 | 71.40 | 70.40 | 402.60 |
| 9       | Tyler Robert Henschel     | Canada         | 76.80 | 72.00 | 57.80 | 57.35 | 59.40 | 76.80 | 400.15 |
| 10      | Maksym Dolhov             | Ucraina        | 81.60 | 39.60 | 74.00 | 62.70 | 71.40 | 70.20 | 399.50 |
| 11      | Christopher Joseph Law    | Stati Uniti    | 67.50 | 44.55 | 76.80 | 73.80 | 57.60 | 49.00 | 369.25 |
| 12      | Jackson Rondinelli        | Brasile        | 60.45 | 63.00 | 60.80 | 54.45 | 48.00 | 49.60 | 336.30 |